# Sclerorhynchoidei
Sclérorhynchoïdes
Sous-ordre
Synonymes
Les sclérorhynchoïdes (Sclerorhynchoidei) forment un sous-ordre éteint de batoïdes caractérisé par de longs rostres possédant des denticules très similaires à celles des poissons-scies et des requins-scies. Cette caractéristique a évolué de manière convergente et leurs plus proches parents actuels sont les rajidés,,. Bien qu'ils soient souvent appelés « poissons-scies », le terme « raies-scies » est un nom commun plus précis pour les sclérorhynchoïdes. Le sous-ordre contient cinq familles également éteintes : Ganopristidae (en), Ischyrhizidae (en), Onchopristidae, Ptychotrygonidae (en) et Schizorhizidae (en). Plusieurs genres (voir ci-dessous) ne sont actuellement placés dans aucune de ces familles. Les plus anciens sclérorhynchoïdes datent du Barrémien et se sont éteints lors de l'extinction Crétacé-Paléogène, les anciennes occurrences du Paléocène étant des identifications erronées ou des spécimens remaniés,.

## Autres genres
- † Agaleorhynchus (en)
- † Ankistrorhynchus (en)
- † Atlanticopristis
- † Australopristis (en)
- † Baharipristis (en)
- † Biropristis (en)
- † Borodinopristis
- † Celtipristis
- † Columbusia
- † Ctenopristis (en)
- † Dalpiazia (en)
- † Iberotrygon (en)
- † Kiestus
- † Marckgrafia
- † Onchosaurus (en)
- † Onchopristis
- † Plicatopristis
- † Pucapristis (en)
- † Renpetia
- † Sclerorhynchoïde de Sao Khua (en)